# Arboretum Vysoké Chvojno

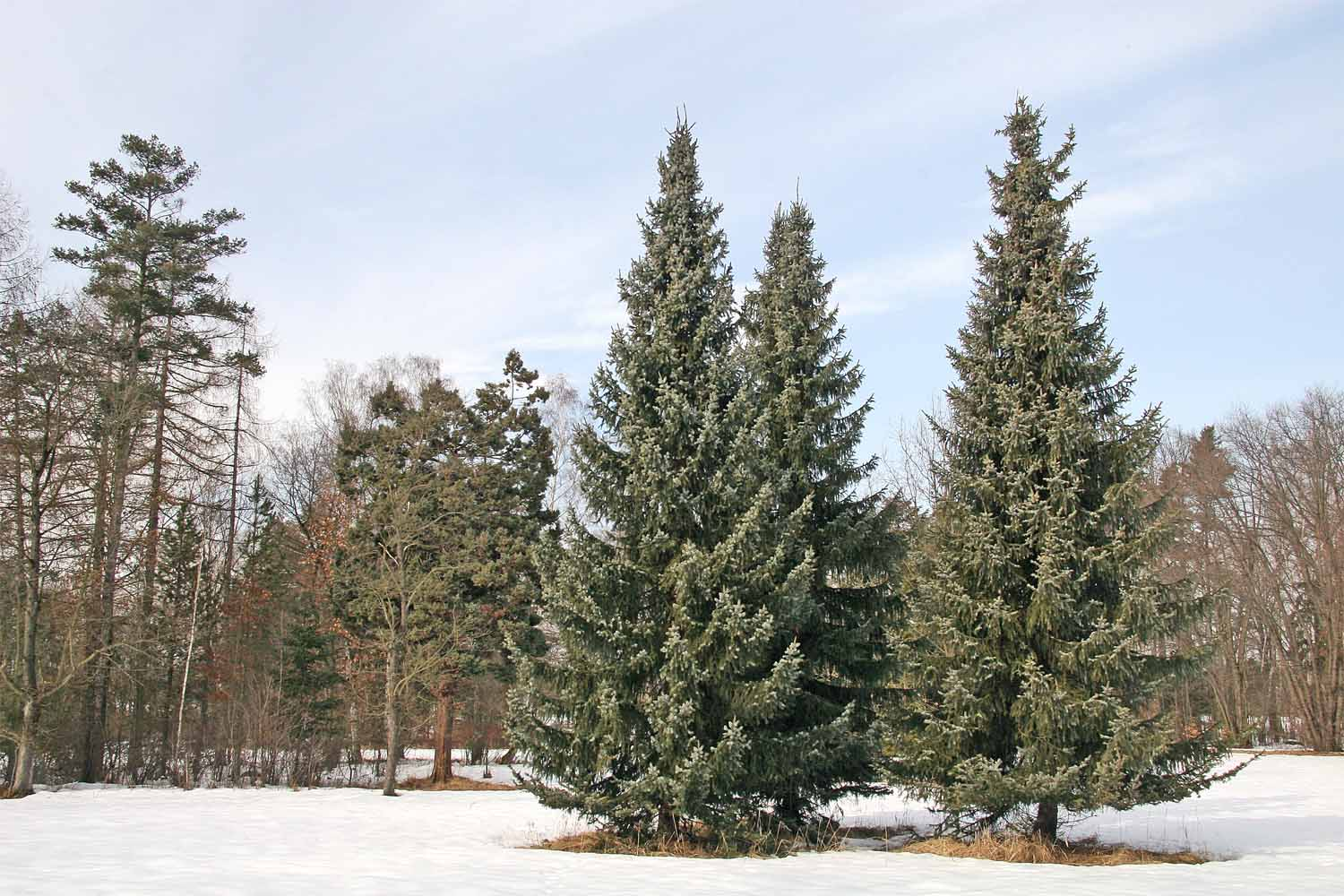
Arboretum Vysoké Chvojno

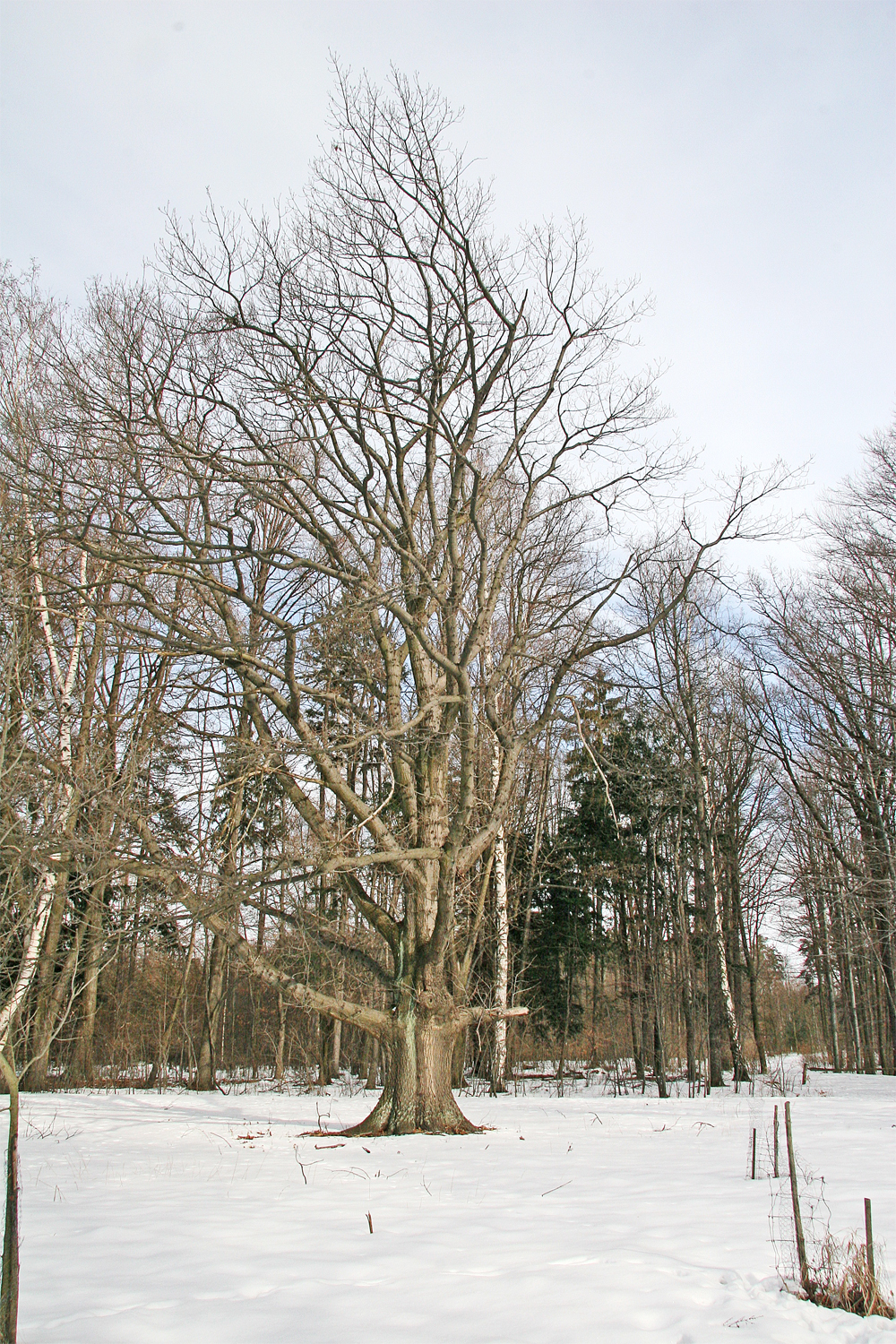
Arboretum Vysoké Chvojno

Arboretum Vysoké Chvojno se nachází u obce Vysoké Chvojno asi 15 km severovýchodně od okresního města Pardubice a asi 4 km severně od města Holice.

## Historie arboreta
Historie arboreta je spojena se záměrem tehdejšího majitele panství Vysoké Chvojno c. k. komořího, markraběte Alexandra Pallavicziniho vybudovat po roce 1884 na těchto pozemcích zámek a zároveň zámecký park.
Se zamýšlené stavby zámku však sešlo a uskutečnilo se pouze založení zámeckého parku - arboreta. Výsadbu arboreta provedl v letech 1886 – 1889 v anglickém slohu lesmistr Adolf Laufke Sandtner.
V areálu arboreta byly vysázeny stromy ze všech světadílů severní polokoule. V současné době se zde nachází celkem 62 druhů jehličnanů a 152 druhů listnatých keřů a stromů. Mezi nejvzácnější druhy patří sbíhavý smrk, jalovec kanadský a borovice Jeffreyova, jeřáb prostřední, jeřáb břek, liliovník a převládající červenolisté buky.
Areál arboreta je v současné době spravován Lesním družstvem Vysoké Chvojno a jsou zde prováděny výsadby nových stromů za již odumírající staré stromy.
Na areál arboreta navazuje přírodní rezervace U parku nazývaná někdy také rezervace Prachovská stráň.

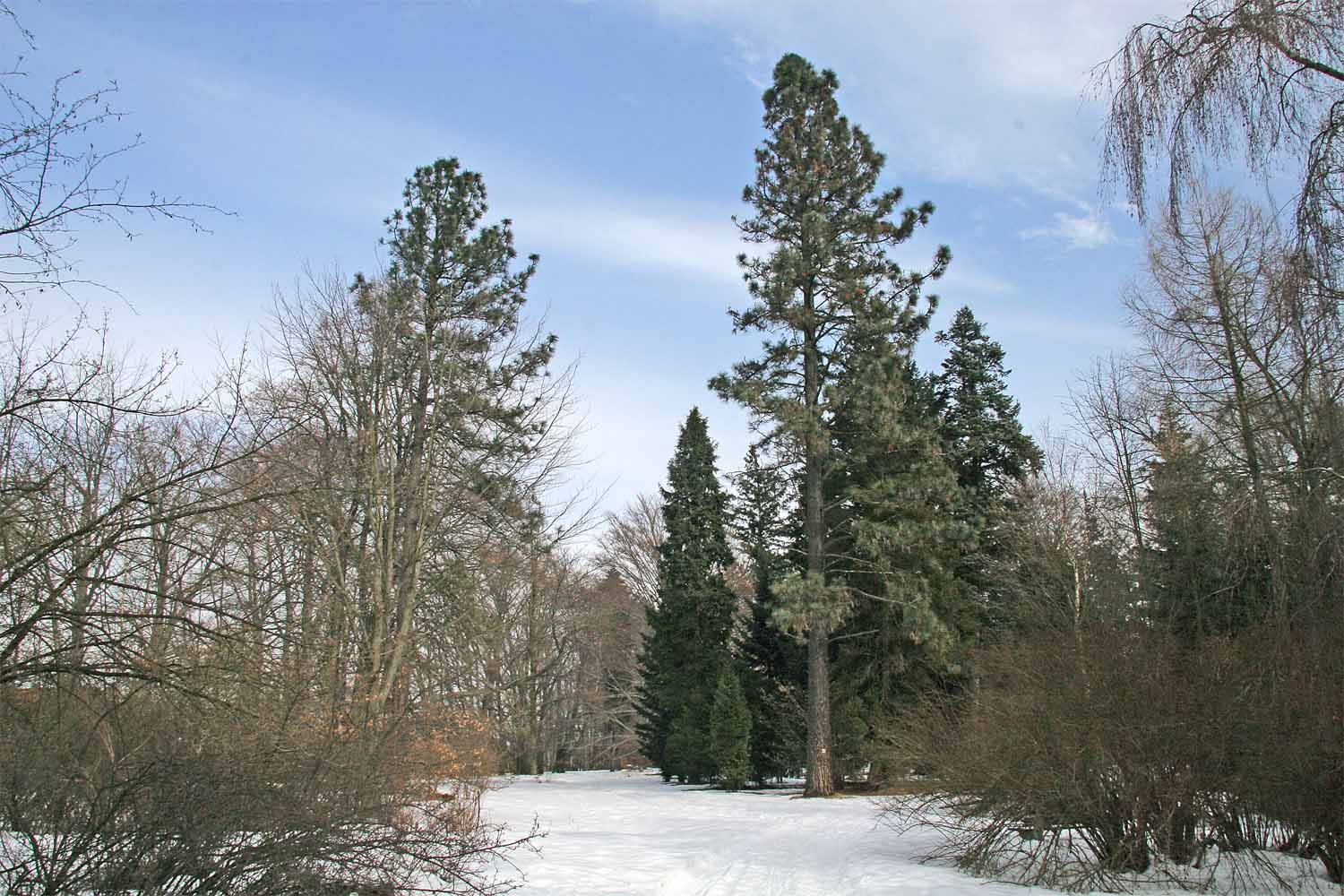
Arboretum Vysoké Chvojno